# Internazionali d'Italia 1979
Italian Open 1979 - чоловічий і жіночий тенісний турнір, що проходив на відкритих кортах з ґрунтовим покриттям Foro Italico в Римі (Італія). Відбувсь утридцятьшосте. Чоловічі змагання належали до серії Colgate-Palmolive Grand Prix 1979, а жіночі, що вперше відбулись окремо, належали до категорії AAA в рамках Colgate Series. Жіночі змагання тривали з 7 до 13 травня 1979 року, чоловічі - з 21 до 27 травня 1979 року. У фіналі, що тривав п'ять годин і дев'ять хвилин, другий сіяний Вітас Ґерулайтіс здобув титул, свій другий після 1977 року 1977, й отримав за це 28 тис. доларів. Жіночі змагання виграла третя сіяна Трейсі Остін. У півфіналі Остін перемогла співвітчизницю Кріс Еверт-Ллойд, завершивши її рекордну серію зі 125 підряд перемог на ґрунті, що розпочалась у серпні 1973 року.

## Фінальна частина

### Одиночний розряд, чоловіки
Вітас Ґерулайтіс —  Гільєрмо Вілас 6–7, 7–6, 6–7, 6–4, 6–2

### Одиночний розряд, жінки
Трейсі Остін —  Сільвія Ганіка 6–4, 1–6, 6–3

### Парний розряд, чоловіки
Пітер Флемінг /  Томаш Шмід —  Хосе Луїс Клерк /  Іліє Настасе 4–6, 6–1, 7–5

### Парний розряд, жінки
Бетті Стов /  Венді Тернбулл —  Івонн Гулагонг /  Керрі Рід 6–3, 6–4